# Campionato mondiale giovanile di beach handball
Il Campionato mondiale giovanile di beach handball è una delle più importanti competizioni giovanili di beach handball. L'esordio del torneo si è tenuto nel 2017 alle Mauritius.

## Risultati

### Torneo maschile
| 2017 | Flic-en-Flac | Spagna  | 2-1 | Italia   | Argentina | 2-1 | Russia   |
| 2022 | Heraklion    | Croazia | 2-1 | Brasile  | Iran      | 2-1 | Francia  |
| 2025 | Tunisi       | Spagna  | 2-0 | Germania | Brasile   | 2-1 | Ungheria |

### Torneo femminile
| 2017 | Flic-en-Flac | Ungheria | 2-1 | Paesi Bassi | Argentina   | 2-1 | Portogallo |
| 2022 | Heraklion    | Spagna   | 2-1 | Paesi Bassi | Portogallo  | 2-1 | Ungheria   |
| 2025 | Tunisi       | Spagna   | 2-0 | Germania    | Paesi Bassi | 2-0 | Ungheria   |

## Medagliere
| Posiz. | Nazione     | Oro | Argento | Bronzo | Totale |
| ------ | ----------- | --- | ------- | ------ | ------ |
| 1      | Spagna      | 4   | 0       | 0      | 4      |
| 2      | Croazia     | 1   | 0       | 0      | 1      |
| 2      | Ungheria    | 1   | 0       | 0      | 1      |
| 4      | Paesi Bassi | 0   | 2       | 1      | 3      |
| 5      | Germania    | 0   | 2       | 0      | 2      |
| 6      | Brasile     | 0   | 1       | 1      | 2      |
| 7      | Italia      | 0   | 1       | 0      | 1      |
| 8      | Argentina   | 0   | 0       | 2      | 2      |
| 9      | Iran        | 0   | 0       | 1      | 1      |
| 9      | Polonia     | 0   | 0       | 1      | 1      |
| Totale | Totale      | 6   | 6       | 6      | 16     |